# بوحمام
بوحمام (به فرانسوی: Bouhmame) یک شهرک در مراکش است که در استان سیدی بنور واقع شده‌است. بوحمام ۳۰٬۵۴۰ نفر جمعیت دارد.